# Шиловский, Константин Васильевич
Константин Васильевич Шиловский (8 декабря 1880, Рязань, Российская Империя — 6 июня 1958, Нью-Йорк, США) — французский и американский учёный русского происхождения, изобретатель, разработчик первого гидролокатора.

## Биография

### Происхождение и семья
Константин Шиловский родился в дворянской семье присяжного поверенного Рязанского окружного суда Василия Ивановича Шиловского (1844—1910) и Надежды Игнатьевны Шиловской (1849—1912), урождённой Родзевич. Кроме Константина, в семье было ещё пятеро детей.

### Политическая деятельность
Во время обучения в Рязанской губернской гимназии познакомился и сдружился с Николаем Гусевым, будущим секретарём Л. Н. Толстого и видным деятелем толстовского движения. Увлечение Шиловского творчеством Толстого привело его в старших классах к участию в социал-демократической подпольной деятельности — он собирал деньги на помощь политическим заключённым, создал гектограф для печати нелегальной литературы.
В 1900 году Константин Шиловский поступает на юридический факультет Московского университета и продолжает заниматься революционной деятельностью, предположительно, уже став членом РСДРП. Подвергается слежке и допросам со стороны полиции.
В период с 1902 по 1906 году Шиловский, получив загранпаспорт и разрешение на выезд за границу для поправки здоровья, переправляет в Россию газету «Искра» и другую социал-демократическую литературу. В июне 1903 года был арестован в Архангельске. Содержался под стражей в Архангельском тюремном замке, откуда 14 августа 1903 года совершил побег и некоторое время прожил на нелегальном положении. 25 ноября 1903 года был снова арестован и заключён в тюрьму. В камере Константин занимается самообразованием в области физики и механики по дозволенным ему начальством книгам. Позднее родители заключённого написали прошение на имя министра внутренних дел, и весной 1904 года Константину Шиловскому тюремное заключение было заменено высылкой в Астраханскую губернию с пребыванием под надзором полиции сроком на три года.
8 ноября 1904 года Шиловский женится на своей соратнице по революционной деятельности Ольге Депрейс.

### Эмиграция
К концу 1905 года здоровье Шиловского ухудшилось, обнаружилась открытая форма туберкулёза, и в связи с этим ему был позволен выезд за границу, куда Шиловский с женой отправились в мае 1906 года.
Первым заграничным местом жительства стала Германия. Там Шиловский проучился два семестра в Дармштадтской политехнической школе, а в 1907 году поступил на физико-математический факультет Страсбургского университета, обучение в котором заняло более пяти лет из-за частых перерывов по болезни.
В 1915 году Шиловские переехали в Париж, а в 1940 году — смогли через Лиссабон выехать в США, где в 1945 году Константин Шиловский женится вторично, на Маргарите Николаевне Лихаревой (первая жена, Ольга, погибла в 1926 году, попав под поезд). Большую часть своей заграничной жизни Шиловский прожил с «нансеновским» паспортом, отказываясь принимать иностранное гражданство.
Умер в 1958 году в Нью-Йорке, кремирован, урна с прахом впоследствии захоронена на кладбище Баньё, в пригороде Парижа.

## Научная деятельность
Первые патенты Константин Шиловский регистрирует в 1911—1913 года: это изобретение подшипника с кольцевой смазкой, копировального пресса и метода обнаружения подземных залежей руды.

### Изобретение гидролокатора
Резкое оживление интереса к теме обнаружения подводных объектов возникло в начале Первой Мировой войны в связи с эффектными победами немецких подводников (в частности, потоплением английских крейсеров «Хог», «Абукир» и «Кресси»). В декабре 1914 года проживавший тогда в нейтральной Швейцарии Шиловский посылает правительству Франции свою учёную записку под названием «О возможности видения под водой», начинающуюся словами: 
«Если взять совершенно плоскую пластину размером 1 м Х 1,5 м, полностью погружённую в воду, и заставить её колебаться с частотой до 100 кГц, то она начнёт излучать в воду поток механической энергии, которую мы можем назвать „ультразвуковой“. Всё то, что известно про распространение звука в воде, приводит нас к заключению, что коэффициент поглощения звуковой энергии в воде будет очень мал, намного меньше, чем для света, и как следствие данная энергия будет распространяться под водой со скоростью звука на очень большие расстояния… Таким образом, есть возможность, поворачивая вибраторную пластинку, расположенную на подводной части корабля, излучать по всем направлениям потоки ультразвуковой энергии, настоящие лучи „механического света“, как мы можем её называть, освещая мрак под водой, рассеивая его и ища там то. что надо найти: мины, подводные лодки и пр.»
Проект Шиловского был одобрен и в феврале 1915 года он переезжает в Париж и начинает сотрудничество с рядом видных французских учёных. Его основным коллегой стал физик Поль Ланжевен. В марте 1915 года в Школе физики и химии Шиловский и Ланжевен приступают к созданию первого гидролокатора. Через год был получен работающий образец, способный распознать в морских условиях подводную лодку на расстоянии до 2 км.
Так как Шиловский находился во Франции на положении политического эмигранта и не имел гражданства, то он заключил с Ланжевеном договор, предусматривающий равную прибыль от совместных изобретений и совместное авторство при подачи патентов. Первая гидролокационная аппаратура была запатентована ими 29 мая 1916 года в заявке «Способы и устройства для генерирования направленных подводных сигналов для дистанционного обнаружения подводных препятствий».
Всё время работы во Франции Константин Шиловский не получал никакого жалования за свои труды, и смог поправить материальное положение только в 1922 году, уже после конца войны, когда продал свою лицензию на ультразвуковую аппаратуру французскому ВМФ за 100 000 франков.

### Прочие изобретения
Всего Константин Шиловский запатентовал во Франции более 70 своих изобретений, большая часть из которых была реализована на практике. К их числу относятся: «Способ и устройство для определения и воспроизведения звука и голоса», «Способ и устройство для расщепления и газификации тяжёлых масел для двигателей», «Способ и устройство для определения пробоя изоляции электрическим током», «Способ и устройство для реализации телевидения», «Способ и устройство для измерения расстояний с помощью электромагнитных волн» и т. д.
В 1914 году Шиловский предложил военному ведомству Франции свой проект увеличения дальнобойности артиллерийских орудий за счёт изменения состава воздушной преграды перед снарядом, в которую выпрыскивался бы горячее вещество, создающее разреженность воздуха и пониженное аэродинамическое сопротивление. Испытания в аэродинамической трубе и на полигоне показали увеличение дальности до 22 %. Побочным эффектом неожиданно оказалось также снижение рассеивания снарядов и улучшение точности стрельбы.
Ещё одним изобретением Шиловского в области усовершенствования артиллерийских снарядов был проект моментальной стабилизации снаряда после его выхода из ствола. По мысли изобретателя, если сделать перед вылетом снаряда из дула орудия вспышку раскалённым паром, то стабилизация наступает моментально.
В 1916 году, работая над гидролокатором, Шиловский находит ещё один способ использования ультразвука в морском деле и называет его «абсолютный акустический лаг». Суть изобретения заключалась в определении скорости судна или его сноса с помощью измерения изменения доплеровской частоты двух ультразвуковых лучей, направленных в противоположные от корабля сторону под определённым углом ко дну. С 1924 по 1929 годы Шиловский запатентовал «Абсолютный лаг» в 6 странах.
Также авторству Шиловского совместно с Ф.Перреном принадлежит изобретение эндоскопа для определения качества жемчуга внутри раковины.
Разрабатывал бомбы и торпеды для дирижаблей, в том числе — управляемые с помощью самолёта-наводчика.
Переехав в США, Шиловский работал над созданием искусственного пьезоэлектрического материала, новыми способами реактивного движения, а также способом и устройством для прямого преобразования тепла в электрический ток.

## Награды
В 1930-х годах был награждён орденом Почётного легиона.